# Ivan Ivanovitch Petrov
Pour les articles homonymes, voir Ivan Petrov.
Ivan Ivanovitch Petrov, de son vrai nom Hans Krause, né le 29 février 1920 à Irkoutsk et mort le 26 décembre 2003, était une basse soviétique Russe allemand. 
Il fit ses études à Moscou et y débuta en 1943. Il choisit de mettre fin à sa carrière en 1970. Il était considéré comme la meilleure basse de son pays avec Mark Reizen. Son interprétation du rôle-titre de Boris Godounov de Moussorgski (1962, direction Alexandre Melik-Pachaïev) reste exemplaire par la sûreté de sa technique et la finesse de son approche psychologique.

## Titres et récompenses
- prix Staline de 2e classe : 1950, pour le rôle de Kotchoubeï dans le spectacle d'opéra Boris Mazeppa de Piotr Ilitch Tchaïkovski
- prix Staline de 1er classe : 1951, pour le rôle de Dossifeï dans le spectacle d'opéra La Khovanchtchina de Modeste Moussorgski
- Artiste du peuple de l'URSS : 1959
- Ordre de Lénine : 1967
- Ordre de l'Amitié des peuples : 1976